# Platysace flexuosa
Platysace flexuosa är en flockblommig växtart som beskrevs av Porphir Kiril Nicolai Stepanowitsch Turczaninow. Platysace flexuosa ingår i släktet Platysace och familjen flockblommiga växter. Inga underarter finns listade i Catalogue of Life.